# 美國維珍尼亞州電視直播槍擊案
美國維珍尼亞州電視直播槍擊案是一起發生於美國東部夏令時間2015年8月26日的命案。事件中，CBS旗下的WDBJ電視台24歲的記者艾莉森·帕克（Alison Parker）和27歲的攝影記者亞當·沃德（Adam Ward）在美國維珍尼亞州莫尼塔史密斯山湖附近進行電視新聞直播採訪時被一名槍手射殺。史密斯山湖商會的維基·加德納（Vickie Gardner）是當時的受訪者，她也在事件中遭到槍擊，但倖免於難；帕克和沃德則當場身亡，他們分別是1992年以來美國第七、八位在工作期間被殺害的記者。
槍手被證實是兩年之前被解僱的WDBJ前記者、41歲男子韋斯特·李·弗萊納根〔Vester Lee Flanagan II，曾使用藝名布萊斯·威廉姆斯（Bryce Williams）〕。經過警方近五個小時的追捕之後，弗萊納根在追車期間向自己開槍，之後在醫院身亡。

## 槍擊經過
事發時，帕克和沃德位於維珍尼亞州莫尼塔的水橋廣場，正在與加德納進行一場關於史密斯山湖五十周年紀念的採訪。槍擊發生在早上6時45分，當時這段採訪進行到一半，且正在WDBJ的早間新聞節目「Mornin'」直播。電視畫面顯示，帕克進行採訪時，現場突然傳來至少八聲槍響，並伴有尖叫聲。沃德手持的攝像機也隨之墜落在地，並短暫地捕捉到弗萊納根手持槍支的畫面。緊接著直播畫面被切換回演播室主播金伯利·麥布魯姆（Kimberly McBroom），她看起來並不能確定之前發生了什麽。據她其後稱，她當時以為現場的聲音是汽車逆火爆鳴，或是來自遠處的槍響。槍擊發生一段時間後，艾莉森·帕克和亞當·沃德被確認在槍擊中身亡，而加德納背部中槍。她之後被送往醫院接受手術，並倖免於難。槍擊時共發射了十五槍。
WDBJ新聞編輯室的員工在事發後意識到槍手可能是弗萊納根，並將信息提供給了郡警長。弗萊納根8時23分向ABC發送了一份傳真，並在10時後不久又打了電話，坦承自己作案。在接下來的追捕過程中，當局透過追蹤弗萊納根的手機訊號將其定位。弗萊納根在羅阿諾克-布萊克斯堡地區機場丟棄了他的福特野馬跑車，並駕駛租來的雪佛蘭轎車，沿66号州际公路向東逃離。在，一名州警車輛上的自動車牌讀取器於11時20分識別出了這輛轎車，該州警隨後打電話請求增援，並嘗試攔截弗萊納根，但其加速逃走。在追逐不到兩英里後，弗萊納根的車衝出公路，撞上路堤。他在車內被發現時身上帶有槍傷，顯然是在駕車期間造成的。他迅速被用飛機送往的一家醫院，但於下午1時26分被宣佈死亡。

## 受害者
- 艾莉森·帕克（1991年8月19日－2015年8月26日）在維珍尼亞州马丁斯维尔長大，先後在該州的帕特里克亨利社區大學（英语：Patrick Henry Community College）和詹姆斯麦迪逊大学就讀。2012年在北卡羅萊納州以WDBJ實習生身份工作，2014年獲該電視台僱用，任「Mornin'」的記者[2][19]。遇害前，帕克剛剛開始與她的男友、WDBJ主播克里斯·赫斯特（Chris Hurst）同居[20][21]。她被槍擊後當場身亡。
- 亞當·沃德（1988年－2015年8月26日）在維珍尼亞州塞勒姆長大，2011年畢業於弗吉尼亚理工学院，同年七月加入WDBJ工作直至槍擊案發生[22]。他已經與WDBJ製片人梅麗莎·奧特（Melissa Ott）訂婚[20]。他也當場身亡。
- 維基·加德納出生於紐約州尤寧斯普林斯（英语：Union Springs, New York），事發時61歲，是史密斯山湖商會的主管，也是槍擊時的受訪者。她背部中彈但得以生還，經手術後情況穩定[23][24][1]。

## 兇手
韋斯特·李·弗萊納根二世（1973年10月8日－2015年8月26日）被確認為槍擊案的兇手。他出生於加利福尼亞州奧克蘭，是位非裔美國人，父親曾任三藩市州立大學系主任，母親為公立學校教師。弗萊納根畢業於奧克蘭地平線高中，於1995年在旧金山州立大学獲授廣播電視專業學位。他曾做過演員和模特；1993年，他作為KPIX-TV的新聞實習生開始了職業生涯，之後加入該台任助理製片人和週末新聞寫手。
1997年2月至1999年3月，弗萊納根在CBS旗下的佐治亞州薩凡納電視台WTOC擔任助理記者；1999年3月至2000年3月，他在NBC下屬的佛羅里達州電視台WTWC任記者。在2000年3月丟掉工作後，他針對WTWC發起民事訴訟，指後者有種族歧視。2001年1月，該案以不公開條款和解，其時WTWC的新聞部已於2000年11月因收視率和預算問題被解散。WTWC的前僱員稱，弗萊納根是由於職業道德原因被解僱，針對種族歧視的指控是他自己編造的。
之後，弗萊納根先後在舊金山的一家美國銀行分行及位於北卡羅萊納州格林維爾的太平洋瓦电公司短暫工作，又於2002至2004年在CBS下屬的格林維爾電視台WNCT就職。他也曾為位於德克薩斯州米德蘭的ABC下屬電視台KMID工作。
2012年4月19日，WDBJ宣佈僱用弗萊納根（藝名為布萊斯·威廉姆斯）為多媒體記者。他在WDBJ任職期間，曾多次與同事爆發激烈衝突，並據稱曾違反公司的新聞守則，且展現出了不盡人意的報道能力。辦公室備忘錄顯示，2012年7月，時任電視台新聞部主管的丹·丹尼遜（Dan Dennison）收到員工投訴稱和弗萊納根工作時「感到受威脅和不適」，於是要求他尋求衛生部門幫助 。電視台於2013年2月1日將他解僱，稱他脾氣暴躁，與同事難以相處。據其以前的同事稱，弗萊納根得知自己被解僱後大鬧了新聞編輯室。當地警察護送他離開大樓時，編輯室工作人員都被迫疏散到另一個房間。沃德在弗萊納根被護送離開時對他進行了拍攝，並與他發生了衝突。WDBJ曾在弗萊納根被解僱後的一段時間內向員工提供安保服務，並指示員工如果他回到編輯室，應撥打911報警。弗萊納根向公平就业机会委员会遞交了針對WDBJ的投訴，再次聲稱遭受種族歧視，並在投訴信中點名提到了沃德。委員會經過調查後，認為弗萊納根在投訴中反映的情況無法證實。
弗萊納根擁有Facebook和Twitter帳號，二者在他被確認為槍擊案嫌疑人後均被封禁。在兩個帳號的個人簡介欄裡，他也都聲稱自己是WDBJ種族歧視的受害者，並點名提及帕克和沃德。槍擊發生後的11時14分，弗萊納根在他的兩個帳號上傳了一條時長56秒的手機拍攝影片，從槍手的視角記錄下了槍擊過程。影片顯示，弗萊納根走近採訪現場，並向未察覺的帕克、沃德和加德納揮舞了手槍15秒左右，在將手槍指向帕克時還曾嘟囔「婊子」（bitch）。他將槍放下一段時間後又舉起，直接向帕克開火。帕克先本能躲閃，然後試圖逃跑求生，而沃德的攝像機迅速墜落。之後弗萊納根收起了手機，並關掉了攝像頭。
槍擊發生後兩小時的8時26分，ABC收到了一份23頁的傳真，據報是弗萊納根所發。在這份名為「給親友的自殺信」的傳真中，他描述了工作時遭受的種族歧視，以及由黑人男性和白人女性實施的性騷擾行為，認為他是因黑人同性戀者的身份而成為攻擊目標。弗萊納根還聲稱自己被兩個月之前發生的南卡羅萊納州查爾斯頓槍擊案所激怒，並對該案的唯一嫌疑人迪伦·卢福（Dylann Roof）發表了威脅性言論。他同時對科倫拜校園槍擊案和維珍尼亞理工槍擊案的兇手表達了敬仰之情。

## 反響與後續
美國總統奧巴馬發表聲明稱，這起謀殺令他「心碎」。維珍尼亞州州長特里·麥考利夫也在Twitter上稱對事件感到心碎，並重申了他對槍支管制的支持。他之後又呼籲州內實行更嚴格的槍支管理政策，並指責州立法部門未能通過他於一月提出的一系列槍支管理舉措。維珍尼亞州參議員马克·沃纳向帕克和沃德的親人、WDBJ以及第一時間趕到現場的人員表示慰問。
槍擊發生一天後的8月27日，WDBJ的早間節目「Mornin'」照常播出，金伯利·麥布魯姆仍然擔任主播。直播期間，節目為兩位遇難記者安排了短暫的默哀環節。